# Noventa Padovana
Noventa Padovana – miejscowość i gmina we Włoszech, w regionie Wenecja Euganejska, w prowincji Padwa.
Według danych na rok 2007 gminę zamieszkiwało 10 355 osób, 1444,2 os./km².